# Chakrit Wasprasertsuk
Chakrit Wasprasertsuk (thailändisch ชาคริต วาสประเสริฐสุข, * 13. Januar 2002) ist ein thailändischer Fußballspieler.

## Karriere
Chakrit Wasprasertsuk stand von 2020 bis Saisonende 2021/22 beim Kasetsart FC unter Vertrag. Der Verein aus der thailändischen Hauptstadt Bangkok spielte in der zweiten Liga des Landes, der Thai League 2. Sein Zweitligadebüt gab er am 12. Dezember 2020 im Auswärtsspiel gegen den Khon Kaen United FC. Hier wurde er in der 90.+3 Minute für Henri Jöel eingewechselt. Khon Kaen gewann das Spiel mit 4:1. Für den Hauptstadtverein bestritt er 16 Zweitligaspiele. Zu Beginn der Saison 2022/23 unterschrieb er Anfang August einen Vertrag beim ebenfalls in der zweiten Liga spielenden Ayutthaya United FC. Nach einer Saison, in denen er 17 Zweitligaspiele bestritt, wechselte er in der Sommerpause 2023 zum ebenfalls in der zweiten Liga spielenden Samut Prakan City FC.